# Heading for Tomorrow
Heading for Tomorrow — перший студійний альбом німецького павер-метал-гурту Gamma Ray, випущений 19 лютого 1990 року студією Noise Records. У 2002 році він був перевиданий з новою обкладинкою і став частиною Ultimate Collection. Цей перевиданий альбом також вийшов окремо.

## Список композицій
1. «Welcome» (Хансен) — 0:57
2. «Lust for Life» (Хансен) — 5:19
3. «Heaven Can Wait» (Хансен) — 4:28
4. «Space Eater» (Хансен) — 4:34
5. «Money» (Хансен) — 3:38
6. «The Silence» (Хансен) — 6:24
7. «Hold Your Ground» (Хансен) — 4:49
8. «Free Time» (Шіперс) — 4:56
9. «Heading for Tomorrow» (Хансен) — 14:31
10. «Look at Yourself» (Кен Хенслі) — 4:45 (Uriah Heep кавер)

Японські бонусні композиції
1. "Mr. Outlaw "(Шіперс) — 4:09

Бонусні композиції 2002
1. "Mr. Outlaw "(Шіперс) — 4:09
2. «Lonesome Stranger» (Хансен) — 4:58
3. «Sail On» (Хансен) — 4:24

- «Look At Yourself» була присутня тільки на CD версії альбому
- Три бонус-треки 2002 року можна почути на синглі Heaven Can Wait.

## Склад
- Лідер-вокал: Ральф Шіперс
- Гітара, вокал: Кай Хансен
- Бас: Уве Вессель
- Ударні: Маттіас Бурхардт

Запрошені музиканти
- Бас: Дірк Шлехтер («Money»), додатковий бас («Silence»)
- Лідер-гітара, бек-вокал: Томмі Ньютон («Freetime»)
- Ударні: Тамм Волльмерс («Heaven Can Wait»)
- Фортепіано, клавішні: Міша Герлах
- Бек-вокал, додаткові клавішні: Piet Sielck
- Бек-вокал: Petr Chrastina («Silence»)
- Бек-вокал: Joal
- Бек-вокал: Fernando Garcia